# 1127
Високе Середньовіччя  •  Золота доба ісламу  •  Реконкіста  •  Хрестові походи  •  Київська Русь

## Геополітична ситуація
Візантію очолює Іоанн II Комнін (до 1143). Лотар II є королем Німеччини (до 1137), Людовик VI Товстий - королем Франції (до 1137).
Апеннінський півострів розділений: північ належить Священній Римській імперії, середню частину займає Папська область, південна частина півострова окупована норманами. Деякі міста півночі: Венеція, Піза, Генуя, мають статус міст-республік.
Південь Піренейського півострова захопили Альморавіди. Північну частину півострова займають християнські Кастилія, Леон (Астурія, Галісія), Наварра та Арагон, Барселона. Королем Англії є Генріх I Боклерк (до 1135), королем Данії Нільс I (до 1134).
У Київській Русі княжить Мстислав Великий (до 1132). У Польщі княжить Болеслав III Кривоустий (до 1138). На чолі королівства Угорщина стоїть Іштван II (до 1131).
На Близькому сході існують держави хрестоносців: Єрусалимське королівство, Антіохійське князівство, Едеське графство, графство Триполі. Сельджуки окупували Персію та Малу Азію, в Єгипті владу утримують Фатіміди, у Магрибі панують Альморавіди, у Середній Азії правлять Караханіди, Газневіди втримують частину Індії. У Китаї співіснують держава ханців, де править династія Сун, держава чжурчженів, де править династія Цзінь, та держава тангутів Західна Ся. На півдні Індії домінує Чола. В Японії триває період Хей'ан.

## Події
- Всеволод Ольгович вигнав з Чернігова Ярослава Святославича.
- Міщани Полоцька вигнали князя Давида Всеславича.
- Ростислав Мстиславич, син київського князя Мстислава Великого, почав княжити в Смоленську.
- У Нюрнберзі Конрада III обрано королем Німеччини, альтернативним чинному римському королю Лотару II.
- Норманські князі півдня Італії утворили коаліцію проти правителя Сицилії Рожера II.
- Уперше згадуються консули Брешії, що свідчить про те, що місто стало незалежною комуною.
- Мілан підкорив собі сусіднє місто Комо.
- Король Арагону й Наварри Альфонсо I Войовник та король Кастилії й Леону Альфонсо VII уклали угоду, що розмежувала їхні території.
- Імад ад-Дін Зангі отримав призначення на посаду атабека Мосула, ставши засновником династії Зангідів.
- Чжурчжені захопили столицю імперії Сун Кайфен. Спадкоємець  імператора втік на південь у Нанкін. Розпочався період Південної Сун.